# Emile Short
Emile Short (6 februari 1943) is een Ghanees jurist en rechtsgeleerde. Hij stond enkele decennia aan het hoofd van een advocatenkantoor en is sinds 1993 voorzitter van de Commissie voor Mensenrechten en Bestuurlijk Recht. Hier had hij van 2004 tot 2009 verlof om te dienen als rechter van het Rwanda-tribunaal in Tanzania.

## Levensloop
Short studeerde rechten aan de Universiteit van Londen en slaagde hier in 1966 als Bachelor of Laws. Hij vervolgde studie aan de London School of Economics and Political Science en behaalde daar in 1967 de graad van Master of Laws. Ook daarna volgde hij nog enkele juridische cursussen, waaronder in arbitrage in Amsterdam en in corruptiepreventie in Londen en Washington D.C. Hij is toegelaten tot balies in Engeland (Lincoln's Inn), Ghana en Sierra Leone.
Hij begon zijn loopbaan als advocaat en juridisch adviseur en was vervolgens enkele jaren juridisch redacteur en onderzoeker bij een uitgever in New York. Van 1974 tot 1993 stond hij aan het hoofd van het advocatenkantoor Max-Idan Chambers in Cape Coast in Ghana. In deeltijd gaf hij daarnaast van 1977 tot 1984 en van 1992 tot 1993 les in handelsrecht aan de Universiteit van Cape Coast.
Sinds 1993 is hij de voorzitter van de Commissie voor Mensenrechten en Bestuurlijk Recht (Commission on Human Rights and Administrative Justice, CHRAJ). Van 2004 tot 2009 kreeg hij in deze functie bijzonder verlof, om te dienen als rechter van het Rwanda-tribunaal in Arusha in Tanzania.